# USA:s Grand Prix
USA:s Grand Prix är en deltävling i Formel 1-VM som körts på ett antal olika banor. USA:s Grand Prix har körts parallellt eller växlat med Indianapolis Grand Prix, USA:s Grand Prix East, USA:s Grand Prix West och  Las Vegas Grand Prix. 1982 ingick till exempel tre amerikanska tävlingar i mästerskapet, East, West och Las Vegas. Ett av USA:s Grand Prix kördes i Dallas och benämndes även Dallas Grand Prix. De grand prix som kördes i Detroit kallades även Detroits Grand Prix. Från och med 2012 körs tävlingen på Circuit of the Americas i Texas.

## USA:s Grand Prix idag
USA:s Grand Prix kördes på Indianapolis Motor Speedway i Indianapolis, Indiana i USA 2000 till 2007. Tävlingen kördes sedan inte under de fyra efterföljande åren, men till säsongen 2012 kom den tillbaka på Circuit of the Americas i Texas.
2005 års upplaga blev en skandal då alla stall som använde Michelindäck ej startade i loppet, på grund av att leverantören inte kunde garantera säkerheten. Endast Ferrari, Jordan och Minardi, som körde med Bridgestone-däck, fullföljde loppet. Detta var ett lopp som skulle användas till att öka intresset för Formel 1 i USA, vilket det även gjorde, men på ett sätt som man inte hade räknat med.

## Vinnare USA:s Grand Prix
| År        | Bana                                       | Förare             | Konstruktör      |
| --------- | ------------------------------------------ | ------------------ | ---------------- |
| 2023      | Circuit of the Americas                    | Max Verstappen     | Red Bull Racing  |
| 2022      | Circuit of the Americas                    | Max Verstappen     | Red Bull Racing  |
| 2021      | Circuit of the Americas                    | Max Verstappen     | Red Bull Racing  |
| 2020      | Kördes ej                                  | Kördes ej          | Kördes ej        |
| 2019      | Circuit of the Americas                    | Valtteri Bottas    | Mercedes         |
| 2018      | Circuit of the Americas                    | Kimi Räikkönen     | Ferrari          |
| 2017      | Circuit of the Americas                    | Lewis Hamilton     | Mercedes         |
| 2016      | Circuit of the Americas                    | Lewis Hamilton     | Mercedes         |
| 2015      | Circuit of the Americas                    | Lewis Hamilton     | Mercedes         |
| 2014      | Circuit of the Americas                    | Lewis Hamilton     | Mercedes         |
| 2013      | Circuit of the Americas                    | Sebastian Vettel   | Red Bull-Renault |
| 2012      | Circuit of the Americas                    | Lewis Hamilton     | McLaren-Mercedes |
| 2008–2011 | Kördes inte                                |                    |                  |
| 2007      | Indianapolis                               | Lewis Hamilton     | McLaren-Mercedes |
| 2006      | Indianapolis                               | Michael Schumacher | Ferrari          |
| 2005      | Indianapolis                               | Michael Schumacher | Ferrari          |
| 2004      | Indianapolis                               | Michael Schumacher | Ferrari          |
| 2003      | Indianapolis                               | Michael Schumacher | Ferrari          |
| 2002      | Indianapolis                               | Rubens Barrichello | Ferrari          |
| 2001      | Indianapolis                               | Mika Häkkinen      | McLaren-Mercedes |
| 2000      | Indianapolis                               | Michael Schumacher | Ferrari          |
| 1992–1999 | kördes inte                                |                    |                  |
| 1991      | Phoenix                                    | Ayrton Senna       | McLaren-Honda    |
| 1990      | Phoenix                                    | Ayrton Senna       | McLaren-Honda    |
| 1989      | Phoenix                                    | Alain Prost        | McLaren-Honda    |
| 1988      | Detroit                                    | Ayrton Senna       | McLaren-Honda    |
| 1987      | Detroit                                    | Ayrton Senna       | Lotus-Honda      |
| 1986      | Detroit                                    | Ayrton Senna       | Lotus-Renault    |
| 1985      | Detroit                                    | Keke Rosberg       | Williams-Honda   |
| 1984      | Dallas                                     | Keke Rosberg       | Williams-Honda   |
| 1981–1983 | kördes inte (se Caesars Palace Grand Prix) |                    |                  |
| 1980 ¹    | Watkins Glen                               | Alan Jones         | Williams-Ford    |
| 1979 ¹    | Watkins Glen                               | Gilles Villeneuve  | Ferrari          |
| 1978 ¹    | Watkins Glen                               | Carlos Reutemann   | Ferrari          |
| 1977 ¹    | Watkins Glen                               | James Hunt         | McLaren-Ford     |
| 1976 ¹    | Watkins Glen                               | James Hunt         | McLaren-Ford     |
| 1975      | Watkins Glen                               | Niki Lauda         | Ferrari          |
| 1974      | Watkins Glen                               | Carlos Reutemann   | Brabham-Ford     |
| 1973      | Watkins Glen                               | Ronnie Peterson    | Lotus-Ford       |
| 1972      | Watkins Glen                               | Jackie Stewart     | Tyrrell-Ford     |
| 1971      | Watkins Glen                               | François Cévert    | Tyrrell-Ford     |
| 1970      | Watkins Glen                               | Emerson Fittipaldi | Lotus-Ford       |
| 1969      | Watkins Glen                               | Jochen Rindt       | Lotus-Ford       |
| 1968      | Watkins Glen                               | Jackie Stewart     | Tyrrell          |
| 1967      | Watkins Glen                               | Jim Clark          | Lotus-Ford       |
| 1966      | Watkins Glen                               | Jim Clark          | Lotus-BRM        |
| 1965      | Watkins Glen                               | Graham Hill        | BRM              |
| 1964      | Watkins Glen                               | Graham Hill        | BRM              |
| 1963      | Watkins Glen                               | Graham Hill        | BRM              |
| 1962      | Watkins Glen                               | Jim Clark          | Lotus-Climax     |
| 1961      | Watkins Glen                               | Innes Ireland      | Lotus-Climax     |
| 1960      | Riverside                                  | Stirling Moss      | Lotus-Climax     |
| 1959      | Sebring                                    | Bruce McLaren      | Cooper-Climax    |
| 1950–1958 | kördes inte                                |                    |                  |

¹ Loppet benämndes även USA:s Grand Prix East.

## Vinnare USA:s Grand Prix East
| År   | Bana         | Förare            | Konstruktör   |
| ---- | ------------ | ----------------- | ------------- |
| 1984 | Detroit      | Nelson Piquet     | Brabham-BMW   |
| 1983 | Detroit      | Michele Alboreto  | Tyrrell-Ford  |
| 1982 | Detroit      | John Watson       | McLaren-Ford  |
| 1980 | Watkins Glen | Alan Jones        | Williams-Ford |
| 1979 | Watkins Glen | Gilles Villeneuve | Ferrari       |
| 1978 | Watkins Glen | Carlos Reutemann  | Ferrari       |
| 1977 | Watkins Glen | James Hunt        | McLaren-Ford  |
| 1976 | Watkins Glen | James Hunt        | McLaren-Ford  |

## Vinnare USA:s Grand Prix West
| År   | Bana       | Förare            | Konstruktör   |
| ---- | ---------- | ----------------- | ------------- |
| 1983 | Long Beach | John Watson       | McLaren-Ford  |
| 1982 | Long Beach | Niki Lauda        | McLaren-Ford  |
| 1981 | Long Beach | Alan Jones        | Williams-Ford |
| 1980 | Long Beach | Nelson Piquet     | Brabham-Ford  |
| 1979 | Long Beach | Gilles Villeneuve | Ferrari       |
| 1978 | Long Beach | Carlos Reutemann  | Ferrari       |
| 1977 | Long Beach | Mario Andretti    | Lotus-Ford    |
| 1976 | Long Beach | Clay Regazzoni    | Ferrari       |

## Vinnare Las Vegas Grand Prix
| År   | Bana           | Förare           | Konstruktör   |
| ---- | -------------- | ---------------- | ------------- |
| 1982 | Caesars Palace | Michele Alboreto | Tyrell-Ford   |
| 1981 | Caesars Palace | Alan Jones       | Williams-Ford |